# Chris Henderson
Christopher Henderson (Edmonds, 11 dicembre 1970) è un dirigente sportivo ed ex calciatore statunitense, di ruolo centrocampista.
Attualmente è il direttore tecnico dell'Inter Miami.

## Caratteristiche tecniche
Giocava come centrocampista di fascia destra.

## Carriera

### Club
Fratello maggiore di Sean Henderson, nel 1989, giocò una stagione con i Seattle Storm nella Western Soccer Alliance; membro della squadra degli UCLA Bruins, giocò a livello universitario fino al 1991; si trasferì poi al FSV Francoforte durante la stagione1994-1995, approdando dunque alla Zweite Bundesliga tedesca. Al termine della stagione passò poi ai norvegesi dello Stabæk.
Terminata la stagione in Norvegia, l'11 marzo 1996 si trasferì ai Colorado Rapids nella Major League Soccer in qualità di Discovery Player. Giocò da titolare 29 partite, segnando 3 reti ed eseguendo 8 assist, diventando l'MVP dei Rapids di quell'anno. Si trasferì poi ai Kansas City Wizards per la stagione 1999, vincendo l'MLS Cup l'anno successivo.
Passò poi al Miami Fusion nel 2001, vincendo con la squadra l'MLS Supporters' Shield in quello che fu l'ultimo anno d'attività del club. Nel Draft 2002, Henderson continued tornò ai Rapids, segnando 11 reti nella sua prima stagione con la sua vecchia squadra. In tutto conta 178 partite e 53 assist con la squadra del Colorado. Henderson poi fu ceduto al Columbus Crew nel maggio 2005 durante un'operazione che coinvolgeva tre società. Passato ai New York Red Bulls in cambio di Tim Ward, Henderson giocò ogni partita della stagione 2006, ritirandosi il 22 dicembre 2006.

### Nazionale
Henderson conta 79 presenze nella Nazionale di calcio degli Stati Uniti, di cui ha fatto parte per buona parte degli anni novanta. Debuttò da titolare in una partita con l'Islanda, affermandosi come membro fisso della Nazionale, venendo incluso nella spedizione statunitense al campionato del mondo 1990, dove con i suoi diciannove anni era il più giovane della rosa.

## Palmarès

### Club

#### Competizioni nazionali
- Campionato MLS: 1

Kansas City Wizards: 2000

### Nazionale
- Gold Cup: 1

1991